# 大江清言
大江 清言（おおえ の きよとき）は、平安時代中期の貴族。氏姓は弓削朝臣のち大江朝臣。伊予権守・大江千古の孫にあたる大隅守・大江仲宣の子。官位は従五位下・薩摩守。

## 経歴
一条朝にて、文章生から民部少録を経て、長保3年（1001年）正月に権少外記に補せられる。同年7月に少外記、長保5年（1003年）大外記と外記にて昇任され、長保6年（1004年）巡爵により従五位下・周防権介に叙任されて地方官に転じた。またこの間の長保5年（1003年）に弓削朝臣から大江朝臣への改姓を許されている。
その後、一条朝末の寛弘6年（1009年）薩摩守に任ぜられるが、長和2年（1013年）秋の任期満了を前に、4月に辞表を提出して任を解かれている。

## 官歴
注記のないものは『外記補任』による。
- 時期不詳：文章生[1]
- 長保元年（999年） 5月11日：見民部少録[2]
- 長保3年（1001年） 正月22日?：権少外記。7月13日：少外記
- 長保5年（1003年） 正月：大外記。12月28日：弓削朝臣から大江朝臣に改姓
- 長保6年（1004年） 正月5日：従五位下[3]、周防権介
- 寛弘6年（1009年） 日付不詳：薩摩守[4]
- 長和2年（1013年） 4月27日：辞薩摩守[4]

## 系譜
『尊卑分脈』による。
- 父：大江仲宣
- 母：不詳
- 妻：藤原伊周家女房[5]
  - 男子：大江公資（?-1040）